# Gottfried Kalle Kalkowski
Gottfried Kalle Kalkowski (* 20. Januar 1950 in Berlin) ist ein deutscher Rocksänger und Schlagzeuger.

## Leben
Gottfried Kalkowski wuchs in Neukölln auf. Er ist gelernter Maler. In diesem Beruf arbeitet er, wenn mit der Musik kein ausreichendes Einkommen zu erzielen ist.
Seine erste Band in Berlin-Neukölln waren 1966  „The Urchins“. Danach war Kalkowski Schlagzeuger bei „The Sreaming Butlers“, später „The Outs“, die vor allem in den Jugendheimen Berlins spielten. Nach einer Pause als Familienvater gründete er 1974 die Band „Röxenon“, in der er Schlagzeug spielte und sang. 1980 trat er der „Bleibtreu Revue“ bei und ersetzte den ausgeschiedenen Schlagzeuger Norbert Wegener.
Die Bekanntschaft Kalkowskis mit Leo Lehr (Curly Curve, Berlin Bar Band, Interzone) führte zu ersten Produktionen unter eigenem Namen und mit ihm als Sänger. Als erste Langspielplatte entstand Tief aus'm Bauch, Produzenten waren Achim Reichel und Stefan Waggershausen. Später entstand die LP Sturm mit Phil May von den Pretty Things als Gast. Am Schlagzeug saß Bertram Engel. 1987 wurde eine Komposition Titelsong für die Folge Eine unvergessliche Nacht der Fernsehserie SOKO 5113. 1990 folgte eine Tour zusammen mit Keimzeit.
Nach fünf Jahren bei der Plattenfirma BMG Ariola folgte ein Wechsel zu Koch International. Produziert wurden zwei Singles in Wien mit Peter Wucsits.
Im Alleingang nahm Kalkowski 13 Songs aus den Anfangstagen der Rolling Stones mit deutschen Texten auf und gründete dann „Irre Mama“ in der Besetzung Gottfried Kalkowski (Gesang und Gitarre), Thomas Wendel (Gitarre), Michael Westphal (Bass), Ronald Bosien (Schlagzeug). Danach folgte im Studio von Michael Sauber das Album Harte Zeiten zeigen Zeichen mit Kalkowski (Gesang, Gitarre und Schlagzeug), Michael Schirmer (Feeling B, Gitarre), Pad Schneider (Die Fuffziger, Gitarre), Hannes Richter (No 55, Keyboard), Daniel Spülbeck (Bass).
Weil die eigenen Kompositionen auf kein großes Echo trafen, wurde „Die elektrische Männerwelt“ gegründet, bei der Titel von Jimi Hendrix mit deutschem Text versehen werden. Kalkowski sang und spielte Schlagzeug, Michael Schirmer spielte die Gitarre, Michael Westphal den Bass. Außerdem wurde die Rhythm-and-Blues-Coverband „Rebel Yell“ gegründet. 2006 gründete Kalkowski das Label Rebel Rogue Music Edition. Unter dem Namen Westberlin wurde eine erste Single veröffentlicht, 2008 das Album Niemandslandrevier. Mit der Single Neukölln, Du alte Hure gewann Kalkowski am 30. Juli 2010 den Wettbewerb „unser lied für Neukölln“ im Heimathafen Neukölln.

## Diskografie
Singles
- 1977: Morgens um sechs / Negativ
- 1985: Mr. Automat / Einsamkeit
- 1985: Hau ab / Monique
- 1993: Ich lieb dich doch noch immer / Zeppelin
- 1993: Johanna / Nächtelang
- 2007: Liebe sagt nicht, wenn sie geht / Schmutzige Jungs
- 2008: Neukölln[3]
- 2013: Revolution

 Alben 
- 1987: Tief aus’m Bauch
- 1990: Sturm
- 1996: Kalkowski rollt Steine
- 1999: Harte Zeiten zeigen Zeichen
- 2008: Niemandslandrevier
- 2010: Sternfahrer
- 2012: Liebesgrüße aus Neukölln
- 2015: Kalkowski Unterwegs
- 2017: Fredi
- 2017: Rough Tapes mit Leo Lehr